# Heřmanův Městec
Heřmanův Městec é uma cidade checa localizada na região de Pardubice, distrito de Chrudim.